# ساردین خیزاب
ساردین خیزآب (نام علمی: Iso) نام یک سرده از خانواده ساردین‌های خیزآب است.